# Obórki (województwo kujawsko-pomorskie)
Obórki – wieś w Polsce położona w województwie kujawsko-pomorskim, w powiecie brodnickim, w gminie Osiek.

## Podział administracyjny
W latach 1975–1998 miejscowość położona była w województwie toruńskim.

## Demografia
Według Narodowego Spisu Powszechnego (III 2011 r.) liczyły 140 mieszkańców. Są dwunastą co do wielkości miejscowością gminy Osiek.